# Eric Schmidt
Cet article concerne un homme d'affaires américain. Pour Érick Schmitt, le preneur d'otages, voir Prise d'otages de la maternelle de Neuilly.
Pour les articles homonymes, voir Schmidt.
Eric Emerson Schmidt, né le 27 avril 1955, à Washington, D.C., est un homme d'affaires américain, PDG de Google de 2001 à 2011, date à laquelle il devient président exécutif du conseil d'administration et est remplacé au poste de PDG par Larry Page, cofondateur de Google. Il est également membre du conseil de surveillance de l’université de Princeton dans le New Jersey.
Eric Schmidt devient alors président exécutif (Executive Chairman) d'Alphabet Inc., la nouvelle holding qui chapeaute Google, poste qu'il quitte le 22 décembre 2017, en vue de se « consacrer à d'autres projets, notamment philanthropiques ». En 2016, il devient également directeur d'un comité pour le département de la Défense américain afin d'étudier l'apport des innovations de la Silicon Valley à l'armée américaine.

## Carrière
Le père d'Eric Schmidt, d'origine allemande, enseignait l'économie à Virginia Tech.
Eric Schmidt a obtenu un diplôme universitaire en électrotechnique de l'université de Princeton, un master et un doctorat en informatique de l'université de Californie à Berkeley. Il est coauteur du logiciel lex.
Eric Schmidt a été chercheur en informatique aux Bell Laboratories et chez Zilog puis au Palo Alto Research Center de Xerox.
En 1983, il a rejoint, en tant que directeur technique et directeur général, Sun Microsystems, où il a largement contribué au développement et à la diffusion du langage de programmation Java.
En 1997, il est devenu président-directeur général (PDG) et président du conseil d'administration de Novell.

Le 18 novembre 1999, il déclare :
« The Internet is the first thing that humanity has built that humanity doesn't understand, the largest experiment in anarchy that we have ever had. »
« Internet est la première chose que l'humanité a construite et qu'elle ne comprend pas, la plus grande expérience d'anarchie que nous ayons jamais eue,. »
En 2001, Eric Schmidt a intégré Google en tant que PDG. Il y a assumé des responsabilités importantes en matière de gestion, de stratégie et d'expertise technologique.
En 2006, il a été élu membre de la National Academy of Engineering en reconnaissance de son travail sur le développement des stratégies Internet de Google. Il est entré la même année au conseil d'administration d'Apple, où il a siégé aux côtés de Steve Jobs, cofondateur et patron de la firme à la pomme, et d'Al Gore, ancien vice-président des États-Unis sous le mandat de Bill Clinton.
En 2007, il devient membre de l'Académie des arts et des sciences américaine. Eric Schmidt est également président du conseil d'administration de la New America Foundation (en) et membre du conseil de surveillance de l'université de Princeton (New Jersey).
En août 2009, il est contraint de démissionner du conseil d'administration d'Apple en raison du risque de conflits d'intérêts entre Apple et Google, notamment sur la téléphonie mobile.
Les stock-options dont il dispose dans Google en font aujourd'hui l'un des hommes les plus riches du monde (50e au classement du magazine Forbes de 2010), avec une fortune estimée à plus de 13,7 milliards de dollars.
En avril 2011, il quitte sa fonction de PDG pour celles de président exécutif de Google, chargé des affaires extérieures de Google (partenariats, relations commerciales et gouvernementales, et innovation en matière de technologies) et de président du conseil d'administration de Google. Il est remplacé comme PDG par Larry Page, cofondateur de Google.
En 2015, il devient président exécutif (Executive Chairman) d'Alphabet Inc., une nouvelle structure parente de Google qui se recentre sur les activités Internet. En 2016, il devient également directeur d'un comité pour le Pentagone américain afin d'étudier l'apport des innovations de la Silicon Valley à l'armée américaine.
Le 21 décembre 2017, Alphabet Inc. annonce qu'il quittera son poste de président lors du conseil d'administration de janvier 2018. Il gardera cependant un rôle de « conseiller technique sur la science et la technologie » pour le groupe.
Il participe à la réunion du Groupe Bilderberg de 2013, 2014, 2015, 2016 et 2017,,,,,,.

## Investisseur
Il a cofondé une société de capital risque Innovation Endeavors.
Selon le magazine Forbes, ce fonds a notamment soutenu — à hauteur de 11 millions de dollars — un tour de table destiné à financer la croissance de la startup Rebellion Defense alliance, créée pour fournir une intelligence artificielle (IA) de pointe pour les armées et le droit complexe militaro-industriel des États-Unis et du Royaume-Uni, après « qu'une révolte d’employés a forcé Google à cesser de fournir au Pentagone des outils d'IA capables d'étiqueter les images de drones, Lynch et Camarillo ont vu une opportunité : si les géants de la technologie ne fournissaient pas au Gouvernement des logiciels de défense de pointe, peut-être qu'ils le pourraient ».
Mais la start-up a ensuite perdu une partie de ses fondateurs et employés (dont Chris Lynch, cofondateur et ancien PDG de la start-up, qui avait antérieurement aussi piloté une division au sein d'une agence fédérale militaire américaine (Defense Digital Service) missionnée pour rapidement trouver des applications militaires à l'IA) et a fermé sa branche britannique, en tentant de survivre auprès du Pentagone.

## Politique
Penchant politiquement du côté du Parti démocrate, il a été proche de l'administration Obama.

## Guerre en Ukraine
Le 3 juillet 2025, dans le cadre de la guerre en Ukraine, Eric Schmidt annonce qu'il fournira, dans les prochains mois, des drones intercepteurs fabriqués par l'entreprise Swift Beat afin d'établir un bouclier anti-drones au-dessus du pays,,,,.